# Stary Zambrzyków
Stary Zambrzyków – wieś sołecka w Polsce położona w województwie mazowieckim, w powiecie otwockim, w gminie Sobienie-Jeziory.
Wierni Kościoła rzymskokatolickiego należą do parafii Wszystkich Świętych w Sobieniach-Jeziorach.
W latach 1975–1998 miejscowość administracyjnie należała do województwa siedleckiego.

## Nazwa wsi
Nazwa pochodzi od staropolskiego ząbr, ząbrz - tj. żubr.
Mówi się również, że nazwa pochodzi od dawnego stwierdzenia "sam brzyg". Kiedyś, zanim Wisła zmieniła swój bieg, Zambrzyków znajdował się nad samym jej brzegiem.

## Historia
Wieś założona w XV wieku, w 1576 pod nazwą Zambrzykowo, od 1834 Zembrzyków.
W dniu 18 marca 1863 w czasie trwającego właśnie powstania styczniowego, połączone oddziały powstańcze Józefa Jankowskiego, Jana Matlińskiego i Adama Andrzeja Zielińskiego wycofujące się po nieudanej potyczce pod Dziecinowem, zostały dopadnięte przez przeważające siły rosyjskie pod dowództwem mjr. Kreuza. Powstańcy stracili 60 ludzi. Rosjanie obdarli ich trupy do naga. Polacy wycofali się w okoliczne lasy, gdzie w rejonie Łucznicy ich ponownie rozbito, zginęło kolejnych 46 powstańców.
W zagrodzie i stajni należących obecnie do Adama Kasprzaka ukrywał się nieduży oddział powstańczy. Został on rozbity przez kozaków, zginęły 22 osoby, w tym 2 kobiety. Czterech oficerów kozacy powiesili w stajni za żuchwy i podpalili żywcem.
Mogiła i pomnik powstańców znajduje się blisko wsi, przy drodze do sąsiedniej wsi Karczunek.